# Хрест Повітряних сил (США)
Хрест Пові́тряних сил (США) (англ. Air Force Cross) — військова нагорода, друга за значимістю у системі нагород Повітряних сил США, що присвоюється військовослужбовцям цього виду збройних сил країни. Ця відзнака еквівалентна Хресту «За видатні заслуги» в армії США, Військово-морському хресту у флоті та Хресту Берегової охорони. Хрест присвоюється за прояву непересічного героїзму та хоробрість, виявлену військовослужбовцем, який діяв у складі Повітряних сил із ризиком для власного життя під час ведення бойових дій; критерії нагородження вчинку якого не підпадають під вимоги нагородження Медаллю Пошани.